# بطل ثقافي

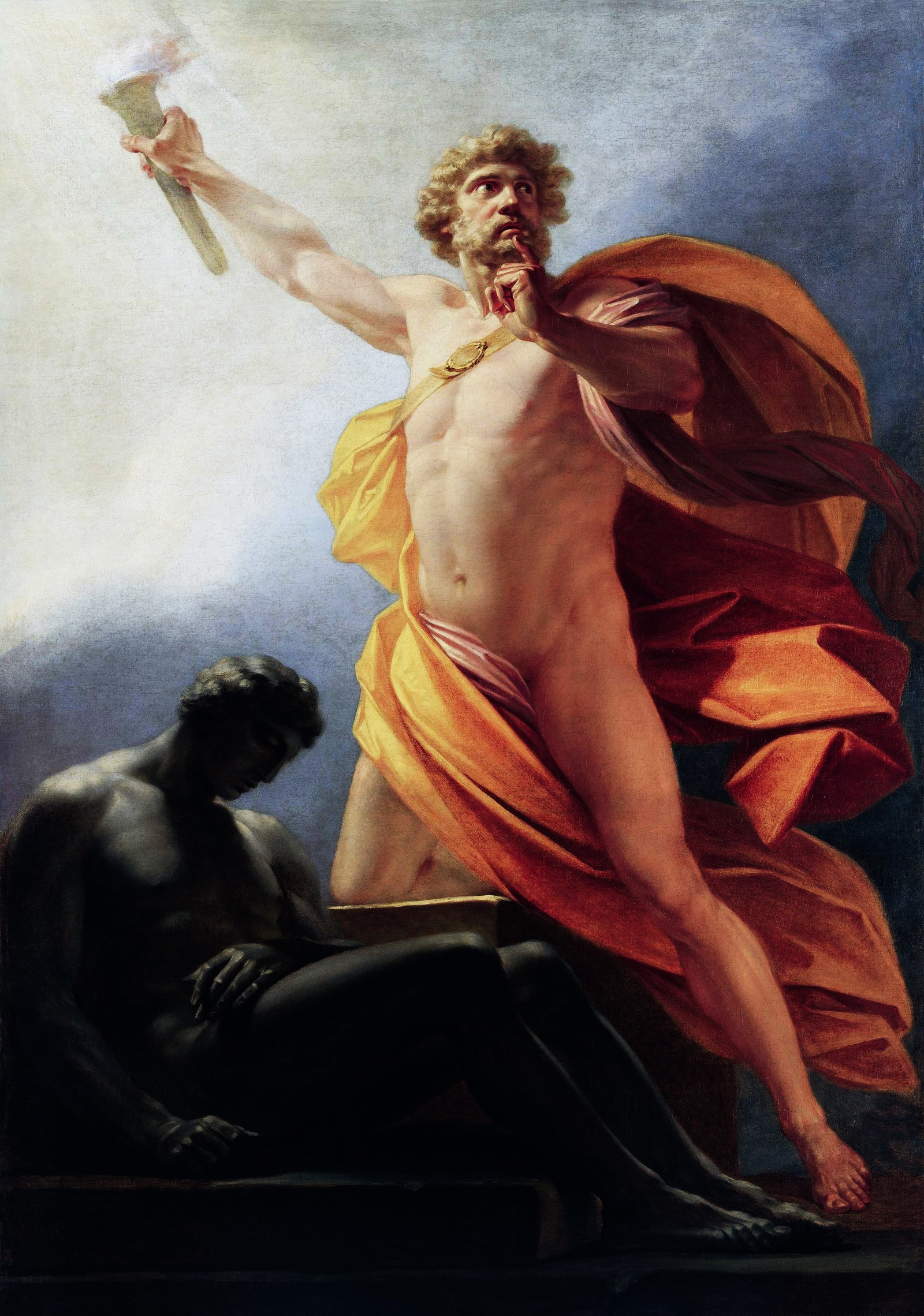

حقيقة البطل الثقافي هو بطل أسطوري ينتمي إلى مجتمع معين كالجماعات (الثقافية، والعرقية، والأديان).
منهم من أحدثُ تغير في العالم بالاختراعات والاكتشافات.البطل الثقافي ممكن أن يكون مكتشف النار أوالزراعة أو الأغاني أو العادات أو القانون أو الأديان. وهو عادة شخصية أسطورية وذو أهمية للشعب وقد يكون أيضا مؤسس السلالة الحاكمة.
و في بعض الحضارات أساطير مزدوجة أي تضم اثنين من أبطال التاريخ خلقُ العالم بطريقة متكاملة; ثنائية علم الكون توجد في جميع القارات المأهولة بالسكان وتظهرالتنوع الكبير فيها: قد تمتاز بالبطل الثقافي ولكن أيضا الديميورغوس (هي تتجسد في الأساطير وبالـديميورغوس (من الإغريقية: Dēmiourgos، "الباري")، أو يلضباؤوث Ialdabaoth، هو المسؤول عن تكوين الكون المادي. هذه الصنعة الماهرة هي في الواقع محاكاة لعالم الملأ الأعلى؛ لكن الديميورغوس يجهل ذلك ويُعلِن نفسه بكلِّ اعتداد بوصفه الإله الأوحد الموجود). وبصوره أخرى يكون هناك بطللان يتنافسان أو يتعاونان، أي قد يكونان محايدان أو متنقاضان بحيث يكون الخير مقابل الشر تكون أيضا بين القوي مقابل الضعيف، وأن يكونان أخوة (أو حتى التوائم) أو لا يكونان أقرباء على الإطلاق.
وتجمع عدة حضارات بين المحتال والبطل الثقافي، على سبيل المثال بروميثيوس في الأساطير اليونانية سرق النار من الآلهة لإعطائها البشر كما فعل ماوي في الأساطير البولينيزية.و يذكر في العديد من أساطير سكان أمريكا الأصليين ومعتقداتهم بأن روح الذئب سرقت النار (أو النجوم أو الشمس) من الآلهة والمحتالين لهم دور أكبرمن أبطال الثقافة لذلك تم ذكرهم أكثر في الأساطير (لأن السرقة تنسب دوما للمحتالين وليس للأبطال وقد يكون منهم من كان في مقام البطل لقيامه بأعمال الخير ومساعدة الناس). ويجسد سكان شرق أمريكا الأرنب المحتال كبطل تاريخي. كما يصور سكان شمالي غربي المحيط الهادئ الغراب المحتال في بعض قصصهم على أنه بطل ثقافي، ففي بعض القصص يسرق الغراب النار من عمه قندس وفي نهاية المطاف يعطيه للبشر. كما انتشرت في غربي أفريقيا شخصية العنكبوت المحتال أنانسي على نطاق واسع.